# Ромилэ, Михай
Михай Ромилэ (рум. Mihai Romilă; 1 октября 1950, Хуши, Васлуй — 27 июня 2020) — румынский футболист, играл на позиции полузащитника.

## Биография

### Клубная карьера
Ромилэ играл в клубах Румынии из низших лиг, пока в 1971 году не перешёл в клуб Дивизии А «Политехника» из города Яссы. В составе «колоу» он играл в течение 12 сезонов, сыграв за эту команду в чемпионате страны 310 матчей и забил 54 гола.
Завершил карьеру в клубе «Дунэря» из Галаца, в котором играл один сезон.

### Карьера в сборной
Дебютировал за сборную Румынии 17 декабря 1975 года в матче отборочного турнира на чемпионат Европы 1976 года со сборной Шотландии, который закончился со счётом 1:1. Всего за сборную Румынии сыграл 19 матчей и забил 1 гол.

### Смерть
Скончался 27 июня 2020 года в возрасте 69 лет.